# 알페스
알페스(영어: Real Person Slash, 리얼 퍼슨 슬래시, RPS)는 실존 인물을 소재로 허구의 동성애 관계를 다룬 팬픽이다. RPF의 하위 장르이자 슬래시 픽션으로, 대한민국에서는 주로 케이팝 아이돌 그룹과 같은 남성 아이돌의 동성애를 다루는 경우가 많으며, 소설과 만화, 영상 등의 형태로 배포된다. 1990년대 1세대 아이돌로 꼽히는 H.O.T., 젝스키스 관련 팬픽에서부터 시작된 알페스는 팬덤의 하위문화로 향유되어 왔다.
알페스는 실존 인물의 이름과 이미지를 차용한 창작물이기 때문에, 성적 묘사가 포함될 경우 당사자에게 성적 모욕감을 줄 가능성이 있다는 비판을 받는다. 또한, 미성년자나 갓 성인이 된 남성 아이돌이 대상이 되는 경우도 있다.
2021년 1월 10일 래퍼 손 심바는 인터넷에서 자신의 팬이 작성한 알페스를 본 뒤 충격을 받아 자신의 인스타그램에 실태를 고발하였다. 이후 알페스 이용자들을 처벌해 달라는 청와대 국민청원이 올라와 20만명이 동의를 이끌었다.
2021년 1월 14일 국민의힘 소속 국회의원 하태경은 알페스를 '제2의 N번방'이라고 지칭하며 이용자 처벌법을 예고했고, 1월 15일 서울경찰청은 알페스 관련 내사에 착수하였다. 한편 언론에서는 알페스에 대해 엇갈린 평을 내렸다.

## 역사 및 유형
일요신문에 따르면 알페스의 역사는 1990년대 1세대 아이돌로 꼽히는 H.O.T., 젝스키스 관련 팬픽에서부터 시작되었다고 한다. 인터넷 커뮤니티에서 음성적으로 퍼져 나가던 알페스는 일부 '작가 팬'들의 정식 출판으로 영역을 넓혀 나갔고, 2000년대 2세대 아이돌부터는 연예 기획사에서 멤버를 대상으로 한 팬픽을 직접 장려하기도 했다. 이와 같은 풍조는 2.5 ~3세대 아이돌에 들어서도 계속되었다. 일요신문은 연예 기획사들이 악플, 허위 사실 유포 등보다 알페스의 위험도가 낮다고 판단하고, 팬 문화의 일종이라고 생각하여 암묵적으로 용인하고 있음을 지적했다.
알페스의 유형으로는 주로 남자 아이돌 멤버 간의 단순 사랑을 그린 BL 소설, 만화 등이 있다. 그러나 미성년자를 포함한 아이돌 그룹 멤버가 성관계를 하거나, 심지어는 성폭행 등을 당하는 작품 내 묘사 역시 존재한다. 알페스의 대상은 남자 아이돌 뿐 아니라 여자 아이돌, 운동선수, 배우, 김구 등 독립운동가나 김정은, 문재인 등 정치인에 이르기까지 다양하다. 아주경제는 알페스의 대상이 넓어지고 있다며, 그 예로 독립운동가인 안중근과 일본 제국 통감 이토 히로부미를 동성애 상대로 등장시킨 것을 보도했다.

## 문제 제기
2021년 1월 10일, 래퍼 손 심바는 자신의 인스타그램에 실존 아이돌 그룹 멤버들을 소재로 한 '변태적 수준의 성관계' 소설, 속칭 알페스 (RPS)의 광범위한 유포를 고발했다. 그는 알페스가 트위터와 포스타입을 통해 공유되거나 소액 결제 및 불법 출판되고 있다면서, 이용자들의 '음지문화'라는 자기 합리화, 비판 목소리에 대한 사이버 불링 및 조직적 은폐, 연예 소속사의 묵인 역시 지적하였다. 1월 13일 손 심바는 이데일리와의 인터뷰에서 자신의 동기를 밝혔다. 그는 "알페스 하는 사람들이 싫다"고 말했다는 이유로 사이버 괴롭힘을 당한 자신의 팬을 보고 알페스를 처음 알게 되었다고 한다. 이후 다른 팬이 손 심바 자신과 동료 래퍼를 소재로 한 알페스를 작성했다는 사실을 알고 충격을 받아 공론화해야겠다는 결심이 섰다고 진술했다.
이를 계기로 같은 날 청와대 국민청원에는 알페스 관련자들을 처벌해 달라는 청원이 올라와 채택되기 전까지 5만 명에 가까운 동의를 얻었고, 이틀 뒤인 1월 12일에는 동의자가 13만 5천명으로 늘어났다. 이어 1월 14일에는 20만명의 동의 수를 얻었다. 뒤이어 래퍼 비와이, 쿤디판다, 이로한 역시 알페스를 공개적으로 비판하였다. 한편 쌈디는 알페스 처벌 청원을 홍보를 강요하는 메일에, '내가 정확히 보고 판단할 시간적 정신적 여유도 없었다'며 거절하였다. 키디비 역시 힙합계의 알페스 비판 움직임에 대해 회의적인 의견을 냈다.

## 각계의 반응

### 정치권
2021년 1월 15일 국민의힘 소속 국회의원 하태경은 알페스를 '제2의 N번방'이라고 지칭하며 〈성폭력 범죄의 처벌 등에 관한 특례법〉의 대상에 웹툰 등을 추가하는 '알페스 처벌법' 개정을 예고했다. 같은 날 서울경찰청은 알페스에 대해 내사에 착수하였다.
2021년 3월 10일 고주희 청와대 디지털소통센터장은 알페스에 대한 국민청원에 "알페스의 범주가 넓고 다양해 실태 파악이 우선"이라고 답변했다.

### 언론계
알페스에 대해 언론에서는 엇갈린 반응을 보였다. 뉴스엔의 송오정은 알페스와 딥페이크 등 연예인 대상 성희롱을 '지인 능욕'에 비유하면서, 이들이 안일한 성 의식과 성숙하지 못한 팬 문화에서 비롯했다고 평했다. 아트인사이트의 김상현은 알페스를 두고 '소속사와 팬의 관계에서 행해지는 암묵적인 권력형 성범죄'라며, 옹호론자들이 주장하는 '암묵적인 동의'를 두고 "'암묵적'이라는 말은 '동의하지 않음'이다" 라고 비판하였다.
반면 노컷뉴스의 유원정은 알페스를 두고 '팬덤 내 하위 문화'일 뿐, 이를 통해 실제 성범죄로 이어질 확률은 지극히 낮다고 옹호하였다. 문화평론가 위근우는 KBS의 '최강시사'에 출연하여, 알페스가 남성 아이돌을 성적 대상화한다는 비판에 대해 알페스는 n번방과 같이 착취물을 소비하는 문화가 아닌 창작 문화에 가깝기 때문에 둘을 동급으로 취급할 수 없고, 남성 아이돌도 성적 모욕감을 느낄 수 있으니 알페스 문화가 팬덤 사이에서 많이 축적된 상황에서 강제적 금지보다는 팬덤 내 윤리적 개선 문제로 논제를 이어가야 한다며 비판했다.

## 같이 보기
- 리얼 퍼슨 픽션 (RPF)
- 슬래시 픽션